# فولفغانغ لانج
فولفغانغ لانج (بالألمانية: Wolfgang Lange)‏ هو عسكري ألماني، ولد في 1 يونيو 1898 في توبينغن في ألمانيا، وتوفي في 10 فبراير 1988 في غرافلفينغ في ألمانيا.